# Велика картина (книга Керролла)
«Велика картина: Про походження життя, значення та самого Всесвіту» (англ. The Big Picture: On the Origins of Life, Meaning, and the Universe Itself) — науково-популярна книга американського фізика-теоретика Шона Керролла. Книга була опублікована 10 травня 2016 року видавництвом Dutton. У цій книзі Керролл відстоює аргумент про те, що Всесвіт може бути повністю пояснений наукою, вводячи «поетичний натуралізм» як філософію, яка має пояснювати світ.

## Сприйняття
Пишучи для «Guardian», Тім Редфорд зауважив: «Керролл вибудовує свою розповідь у короткі, зручні для читання розділах — одне правило, аксіома або фізичний закон за раз. Натуралізм — він не прихильник слова „атеїзм“ — визначає світ повністю з точки зору фізичних сил, полів і сутностей, і ці сили і поля невблаганні: вони не дозволяють телекінезу, екстрасенсорних здібностей, чудес, життя після смерті або безсмертної душі».
Роберт Кріз у своїй рецензії для Nature похвалив «Велику картину» за її амбіційність і прямоту, водночас зазначивши, що трактування філософських тем у Керролла незадовільно поверхневе, «ніби 2500 років філософії нічого не дали» окрім «кількох цікавих загадок», і порівняв книгу з «екскурсією містом від гіда, який там не живе».
Рецензент «Publishers Weekly» написав: «Багато матеріалу тут буде новим для багатьох читачів, але, незалежно від обізнаності, Керрол дає інструменти, за допомогою яких люди можуть краще зрозуміти себе, свій всесвіт і свої уявлення про осмислене життя». Рецензент «Kirkus Reviews» додав: «Керролл — ідеальний гід у цій дивовижній подорожі відкриттів. Блискуче зрозумілий виклад глибоких філософських і наукових питань мовою, доступною для непрофесіоналів».

## Поетичний натуралізм
Керролл називає свій загальний філософський підхід «поетичним натуралізмом», прагнучи запропонувати тип натуралізму, який заохочує різні способи говорити про світ залежно від кута зору. Поетичний натуралізм визнає, що методи та терміни, вживані в одній галузі, можуть не узгоджуватися з методами в іншій сфері, але ті й ті можна вважати дійсним відображенням реальності.
Керролл стверджує, що поетичний натуралізм вирішує багато конфліктів, викликаних фундаментальними відмінностями між різними галузями науки і філософії. Наприклад, Всесвіт можна описати механічно в термінах атомів, які підкоряються певним законам. Це призводить до детермінованого Всесвіту, несумісного з концепціями вибору чи свободи волі. Детермінізм не є корисною перспективою для орієнтування в людській ситуації, яка включає оціночні судження та концепцію причини та наслідку, оскільки він, по суті, передбачає нескінченний ланцюг неминучих «наслідків», що випливають з однієї первинної «причини». Попри детермінізм, можна сказати, що люди приймають рішення та контролюють аспекти свого оточення. Попри цей очевидний конфлікт, обидві точки зору можна назвати законними, залежно від системи відліку, в якій ми зараз працюємо.
У той час як натуралізм — це «ідея або віра в те, що у світі діють лише природні (на відміну від надприродних або духовних) закони та сили», поетичний натуралізм визнає, що те, як ми знаходимо власний сенс життя, не випливає з суто наукового підходу. Наука — це строгий метод визначення того, що є істинним, а що хибним, у той час як поетичний натуралізм заохочує розширити розмову, включивши міркування про те, що є правильним і неправильним. Він інтегрує методи наукового мислення в наш особистий пошук мети та формування сенсу, з акцентом на баєсових методах:75.